# Ramal de les aigües
El ramal de les aigües es un ramal de ferrocarril que se encuentra en los municipios de Moncada y Reixach y Barcelona. Este ramal es llamado aigües, que en castellano significa aguas, porque se encuentra junto al río Besós. Conecta la línea de Barcelona a Vich con la línea de Barcelona a Gerona.
Este ramal permite las conexiones entre San Andrés Condal con Moncada-Bifurcación y al revés.